# Olivier Perez
Olivier Perez (Ginevra, 21 novembre 1978) è un attore svizzero.

## Biografia
Ha vinto il premio come Miglior Attore al New York International Independent Film and Video Festival del 2004 per la sua performance nel film Stranger Than Jim Morrison diretto da Boim Hwang.
Nello stesso anno il regista francese Gaël Morel gli ha affidato una parte in Le Clan, storia di amore fraterno fra tre fratelli di origine algerini, Christophe (Stéphane Rideau), Olivier (Thomas Dumerchez) e Marc (Nicolas Cazalé). Nel film ha interpretato il personaggio di Zora, un'amica transgender del gruppetto degli amici dei fratelli.

## Filmografia
- 2002: La Guerre à Paris diretto da Yolande Zauberman, Leo Ostrowzki
- 2003: Une fille d'enfer, serie televisiva diretta da Bruno Garcia et Pascal Lahmani
- 2004: Stranger Than Jim Morrison diretto da Boim Hwang, il musicista
- 2004: Le clan (Dancing Slaves), diretto da Gaël Morel, Zora
- 2005: Les cmants de la dent blanche tele film diretto da Raymond Vouillamoz, Capitaine
- 2005: Parlez-moi d'amour telefilm diretto da Lorenzo Gabriele, il contabile
- 2009: Verso diretto da Xavier Ruiz, P.A.